# El Camí (revista)
El Camí fou un setmanari publicat en català a València entre el 1932 i el 1934, que pretenia unificar políticament totes les tendències del valencianisme i difondre l'ortografia aprovada a les Normes de Castelló. La direcció era col·lectiva, en mans d'un consell integrat per Joaquim Reig i Rodríguez, Adolf Pizcueta i Alfonso, Pasqual Asins i Lerma, Francesc Caballero i Muñoz i Enric Navarro i Borràs. Hi col·laboraren, entre d'altres, els germans Ernest i Eduard Martínez Ferrando, Carles Salvador, Eduard Ranch, Emili Gómez i Nadal, Francesc Bosch i Morata, Manuel Sanchis i Guarner, Antoni Igual Úbeda, Alfred Baeschlin, Enric Valor , Gaetà Huguet i Segarra i Robert Moròder i Molina.
La seva línia es destacà per impulsar el desenvolupament cultural en valencià, donar suport a la campanya a favor d'un estatut d'autonomia per al País Valencià i fer-se ressò dels esdeveniments polítics de Catalunya, raó per la qual fou sovint titllada de pancatalanista. Després dels fets del sis d'octubre de 1934 fou clausurada per les autoritats.